# Ishi no Hōden

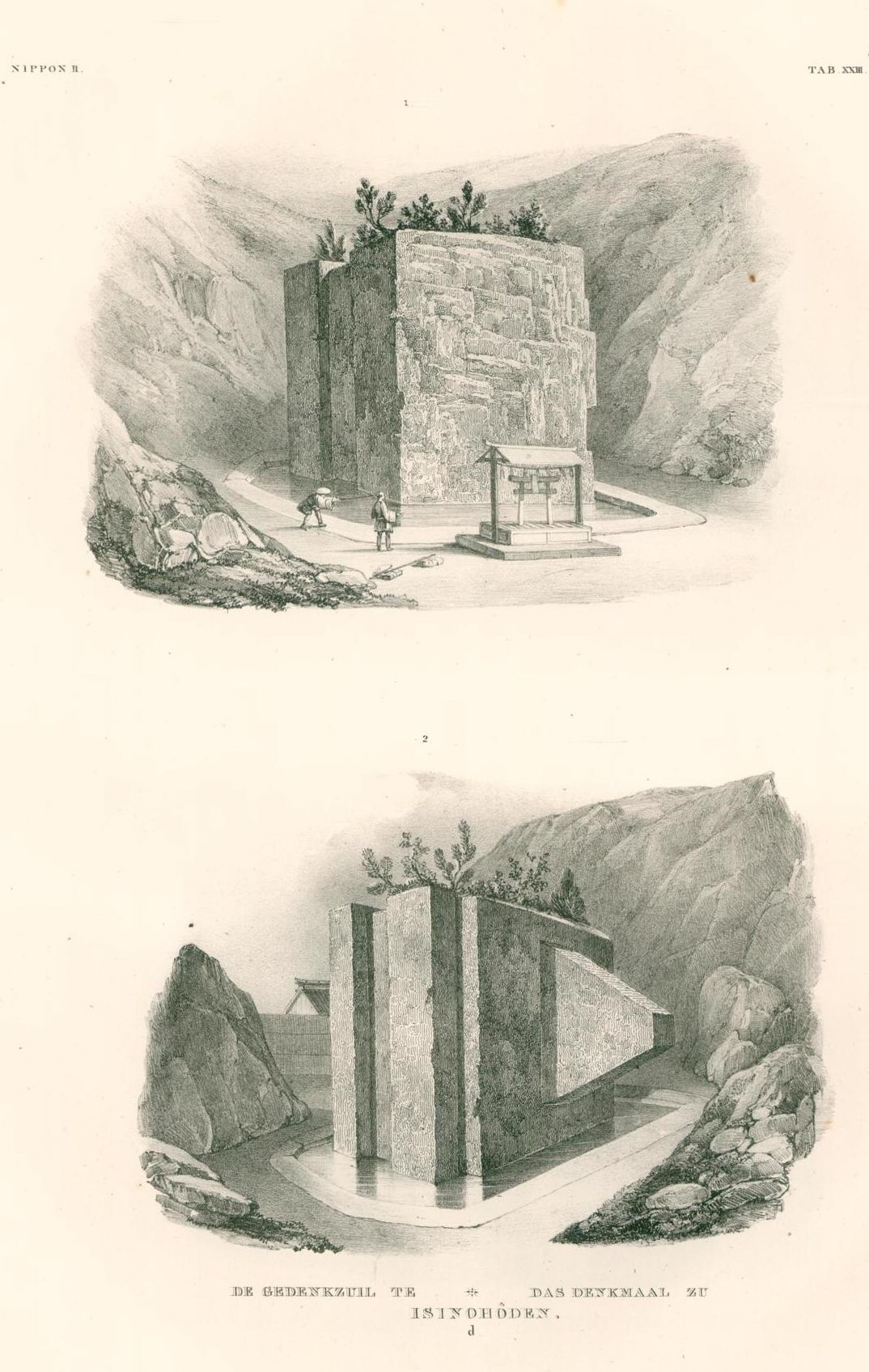
Croquis d'Ishi no Hōden par Philipp Franz von Siebold.

 (mai 2024).
Ishi no Hōden (石の宝殿), aussi connu comme Ame no Ukiishi (天の浮石), est un monument mégalithique qui se trouve dans l'enceinte de l'Ōshiko Jinja (生石神社), un sanctuaire shinto situé dans la ville de Takasago, dans la préfecture de Hyōgo, dans la région du Kansai, au Japon.

## Protection
D'un âge inconnu, Ishi no Hōden a été désigné site historique du Japon en 1979, collectivement avec les carrières de pierre de Tatsuyama (竜山石採石遺跡) voisines, qui datent de la période Kofun.

## Description
Ishi-no-Hōden est fait de tuf et est entouré sur trois côtés de roches brutes. D'un poids estimé à 500 tonnes, il mesure 6,4 mètres de large sur 5,7 mètres de haut et 7,2 mètres d'épaisseur. Sa forme est celle de deux parallélépipèdes rectangulaires plats orientés verticalement et prenant en sandwich un petit parallélépipède rectangulaire. L'un des côtés présente une protubérance en forme de sommet de pyramide. L'espace entre la roche environnante et le mégalithe est suffisamment large pour permettre le passage d'un adulte, et il est possible d'en faire le tour (entrée payante).
Le monolithe est situé dans une grande dépression qui forme un étang à sa base. Le monolithe est sculpté avec un pilier au centre de sa base, qui n'est pas visible à hauteur d'œil, de sorte que le monolithe semble flotter au-dessus de l'étang.
De 2005 à 2006, des mesures tridimensionnelles au laser ont été effectuées pour confirmer la forme par le Conseil de l'éducation de la ville de Takasago avec la coopération de l'Institut de recherche de l'Université d'Otemae. Cependant, la date à laquelle le monolithe a été sculpté, par qui et dans quel but reste un mystère complet.
Dans la légende, le kami Ōkuninushi et Sukunabikona vinrent de la Izumo à la Harima et tentèrent de construire un palais de pierre en une nuit. Leurs efforts furent contrecarrés par une rébellion des kami de Harima, et le palais partiellement achevé fut renversé. Néanmoins, Ōkuninushi et Sukunabiko décidèrent de protéger la terre. Le monolithe est mentionné dans le "Harima Kokudo Fudoki", daté d'environ 713 à 717, qui l'attribue à Mononobe no Moriya sur ordre du Prince Shotoku, même si lorsque le Prince Shotoku est devenu régent, Mononobe no Moriya était mort depuis longtemps. Pendant la période Edo, Philipp Franz von Siebold a pris note du monument et en a laissé trois croquis détaillés dans le premier volume de son ouvrage "Nippon. Archiv zur Beschreibung von Japan und dessen Neben- und Schutzländern de 1832.
Le monolithe se trouve à 1,5 kilomètre de la gare de Hōden sur la ligne JR West San'yō Main Line.

## Galerie

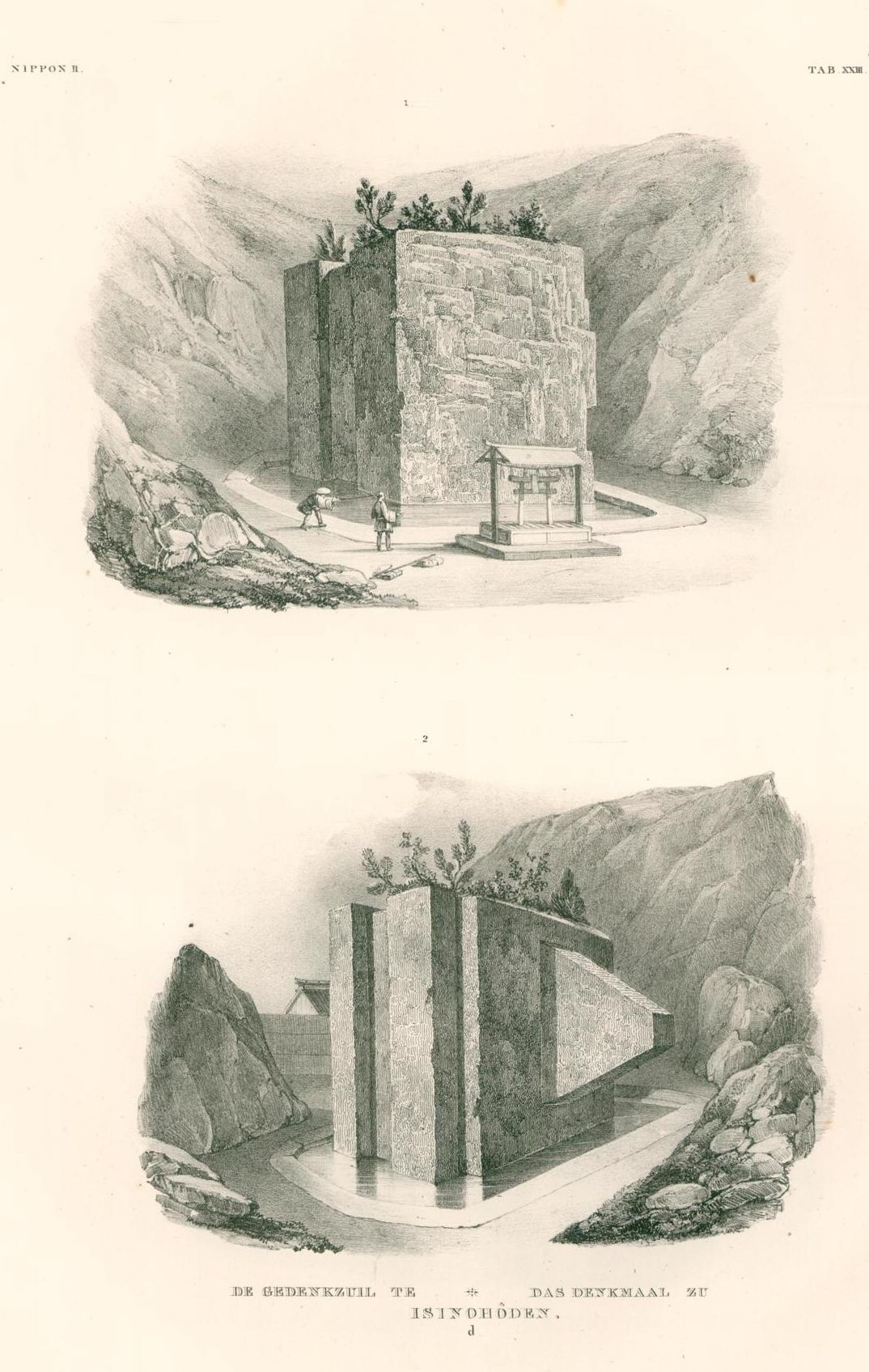
"Isinohôden" in Siebold's Nippon
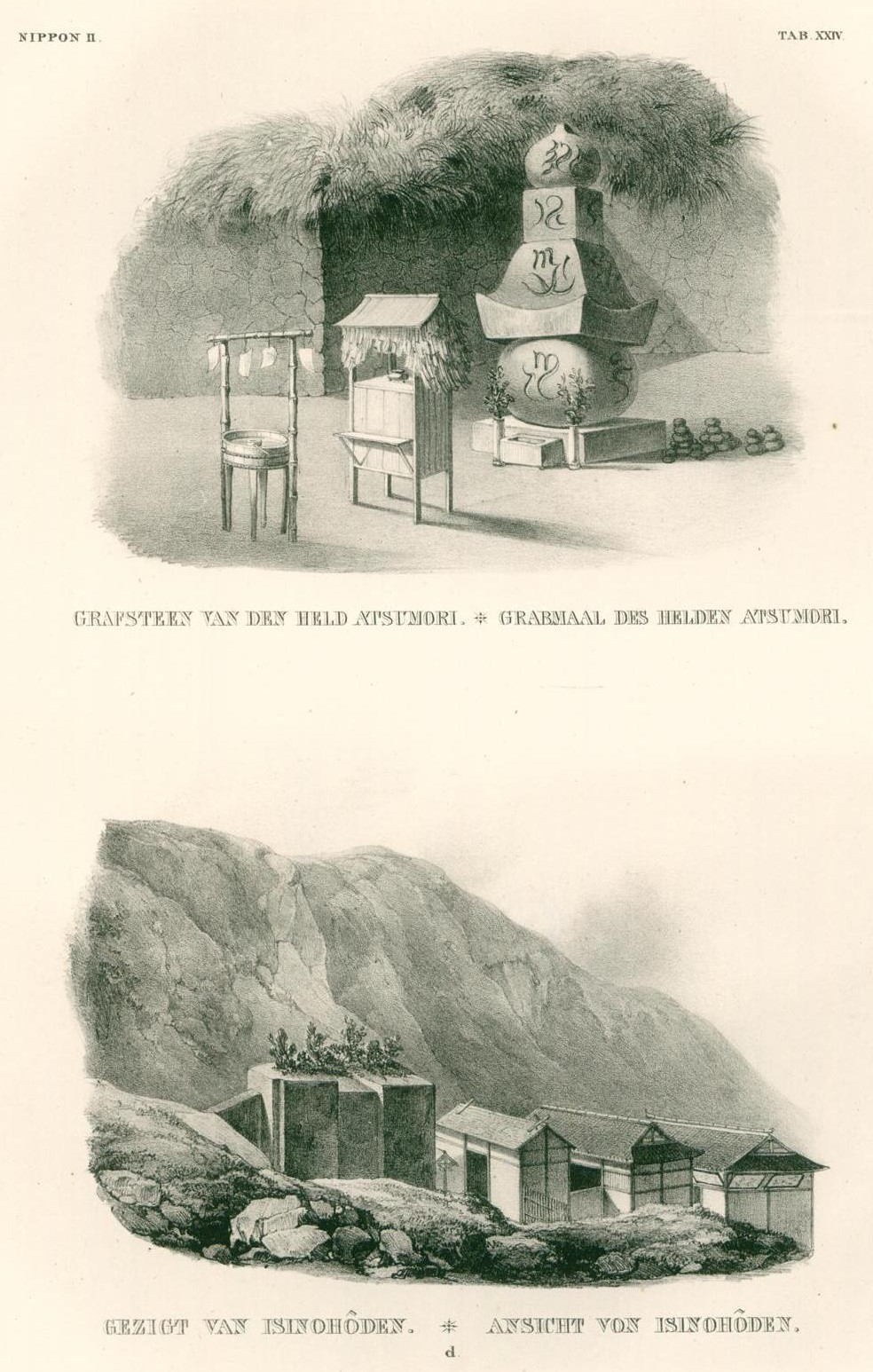
Gravestone of Atsumori and Isinohôden in Siebold's Nippon
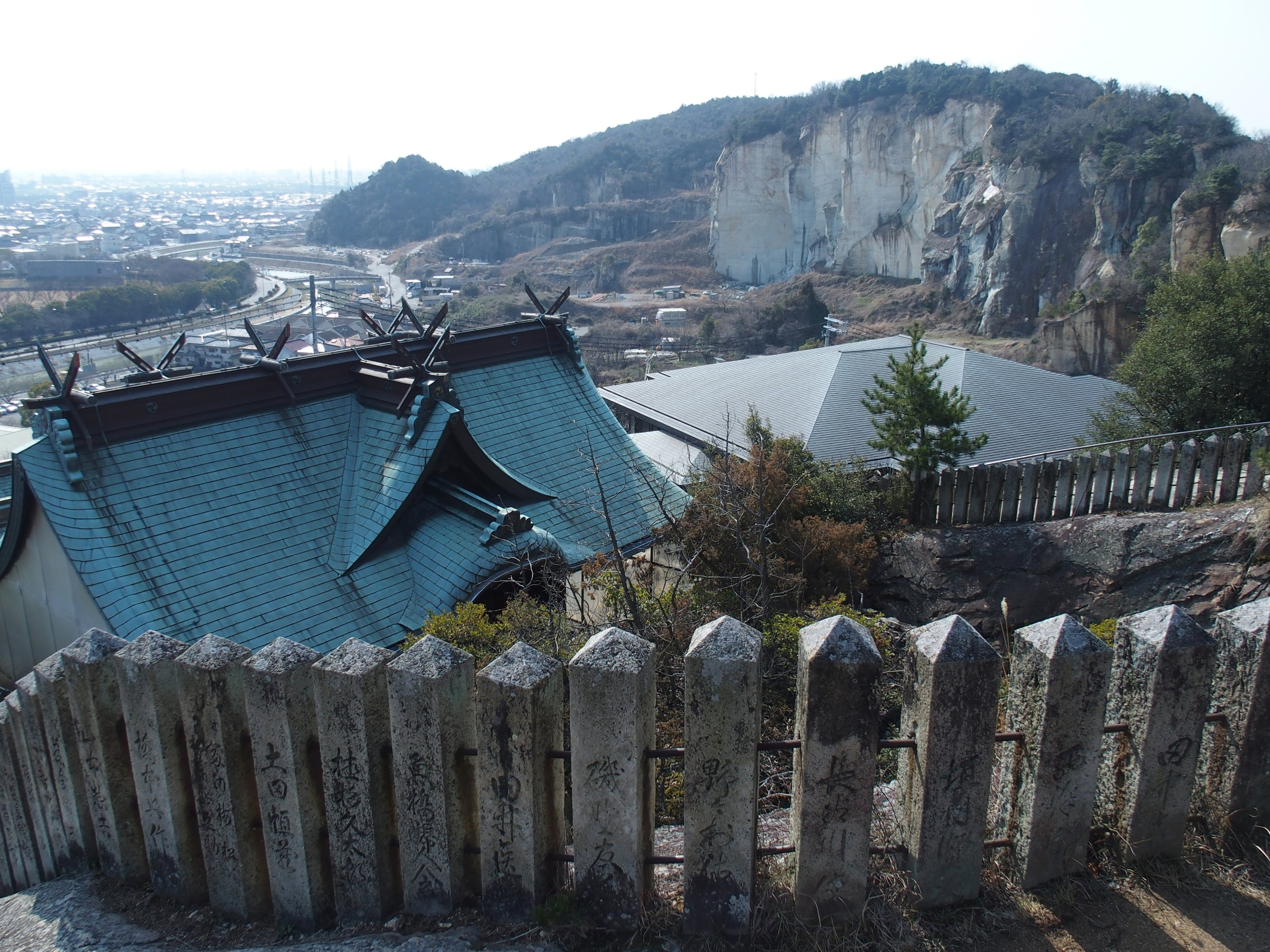
Tatsuyama stone quarries
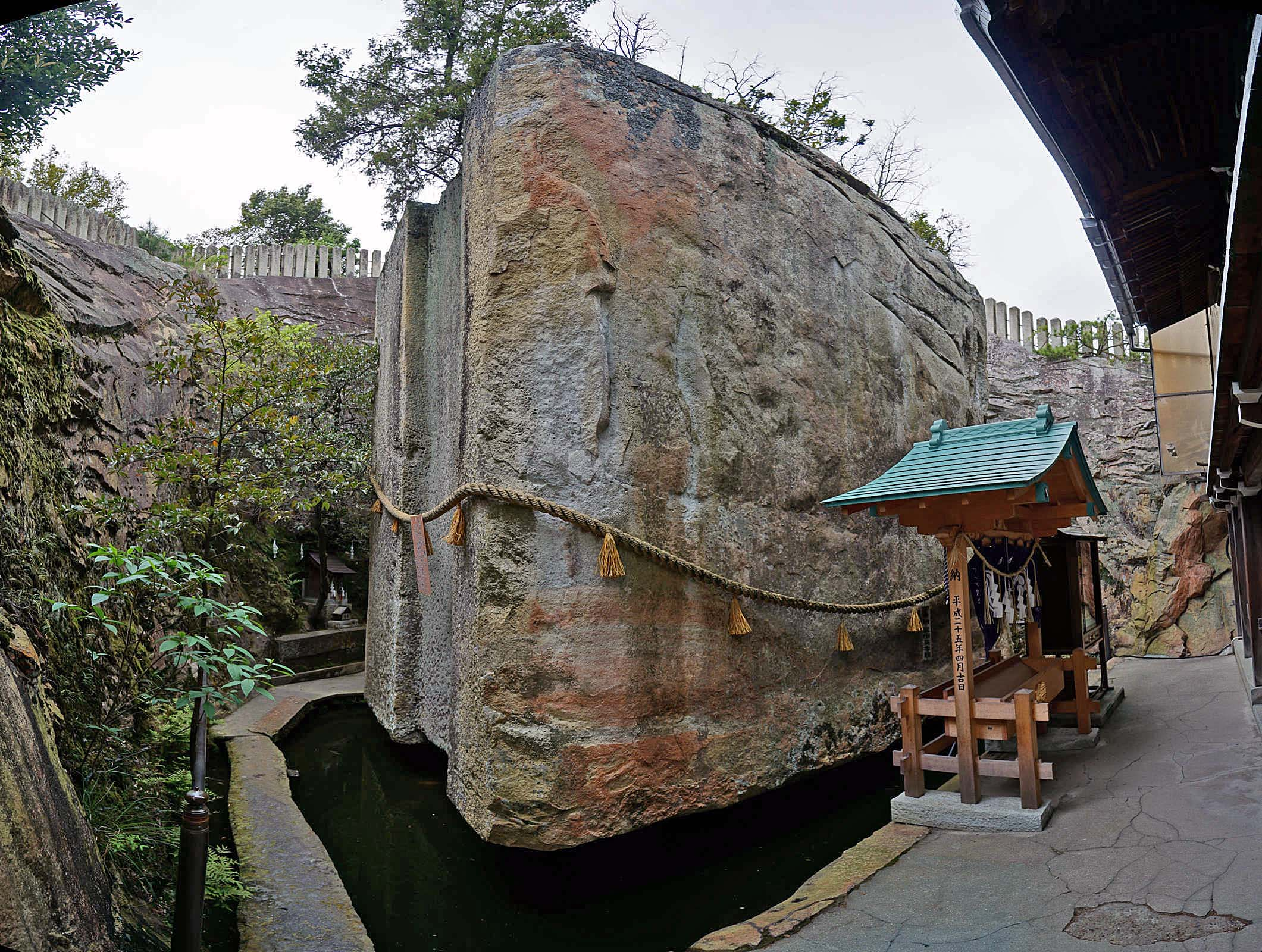
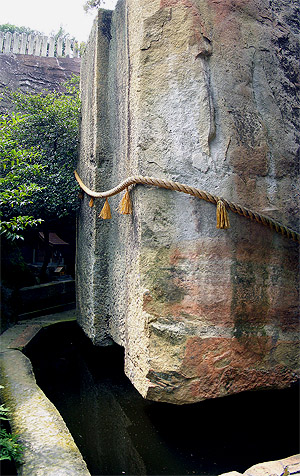
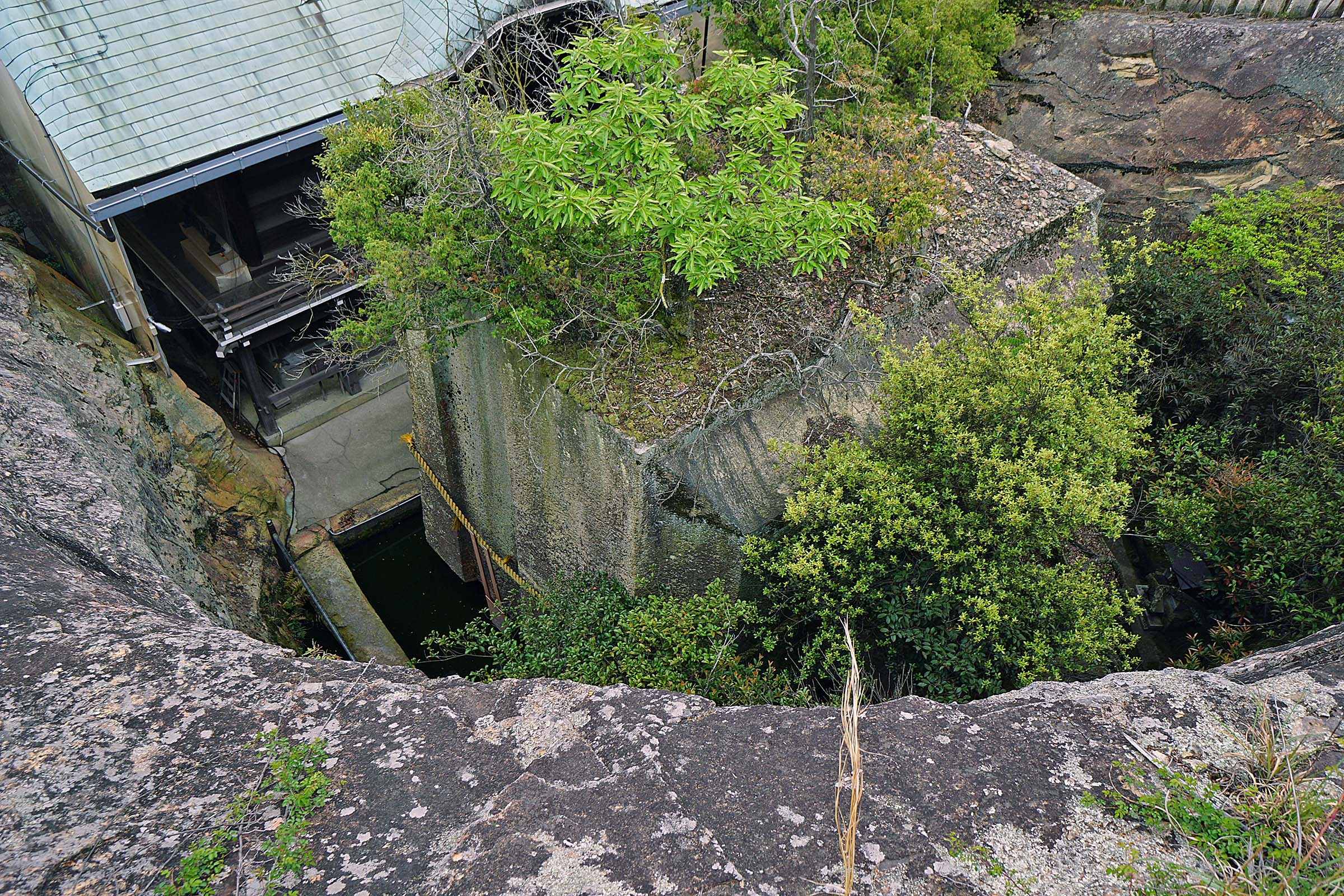
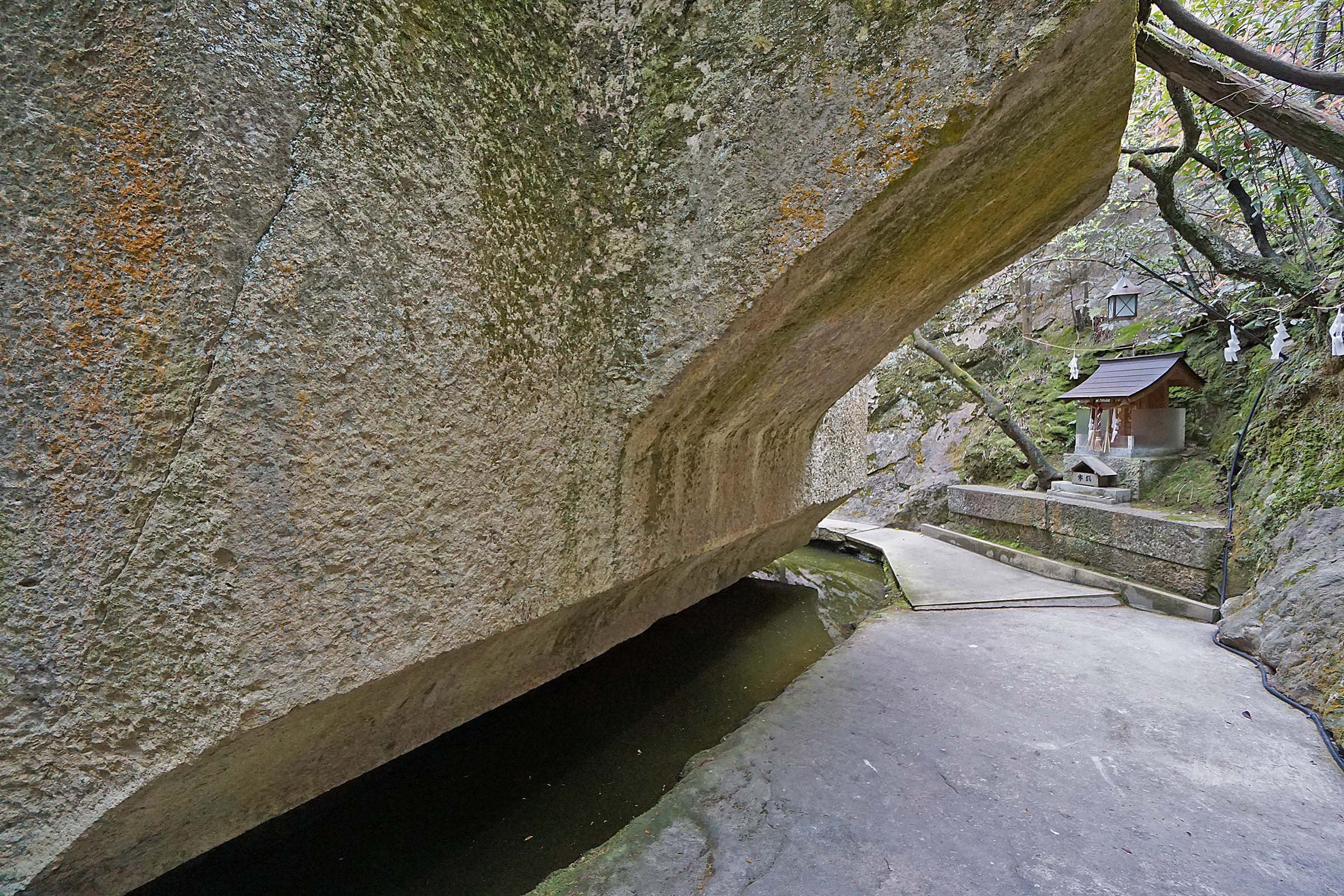
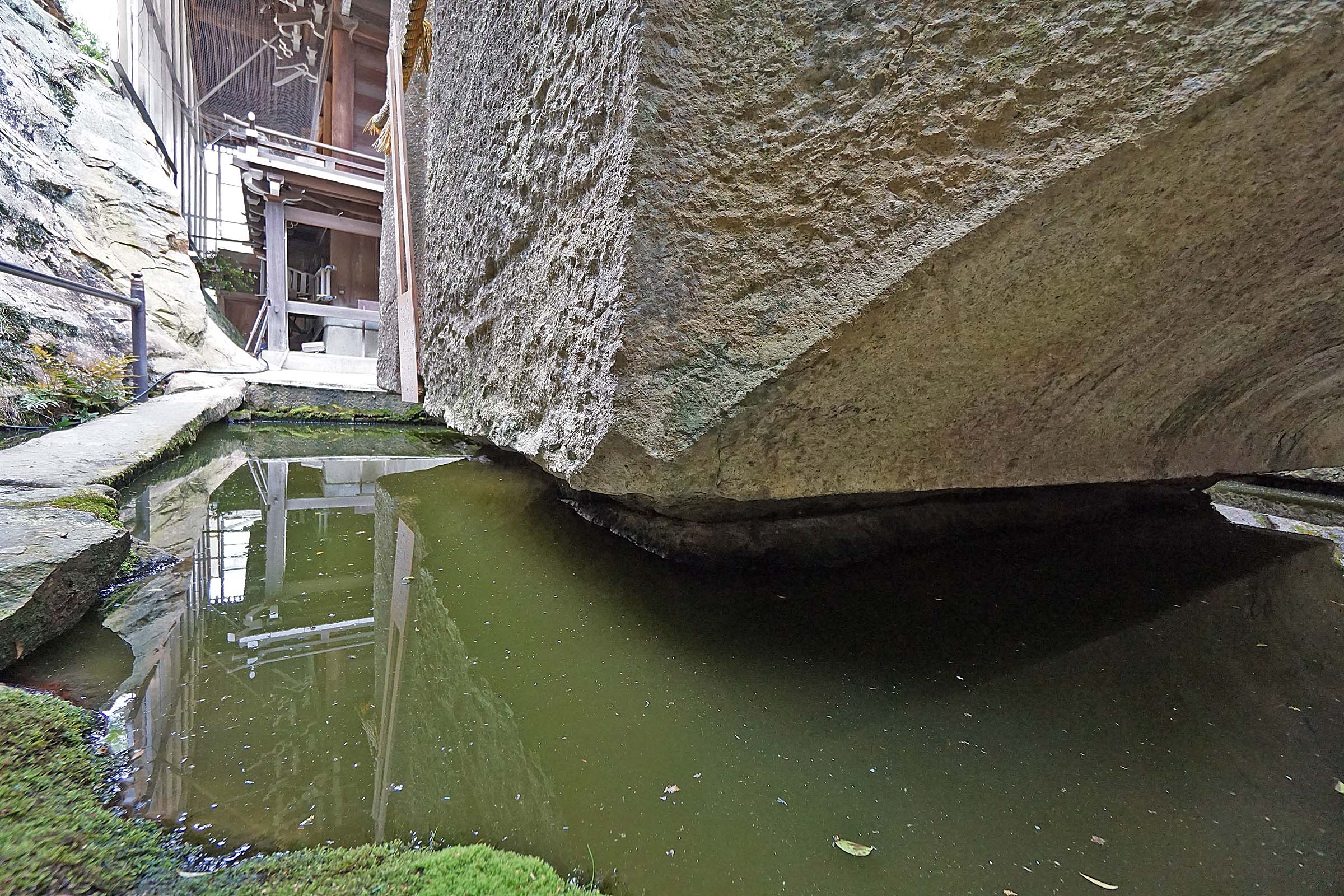
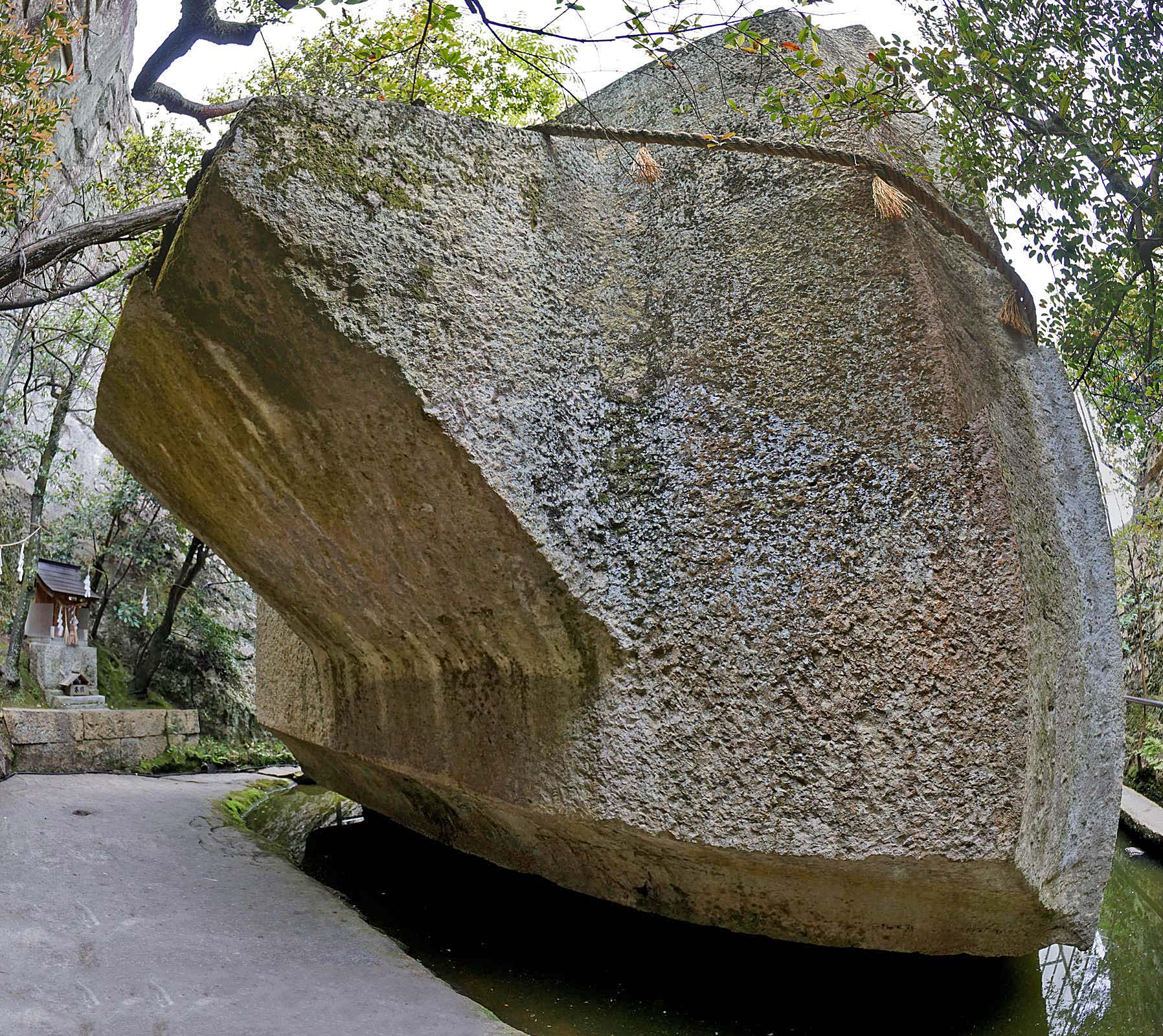
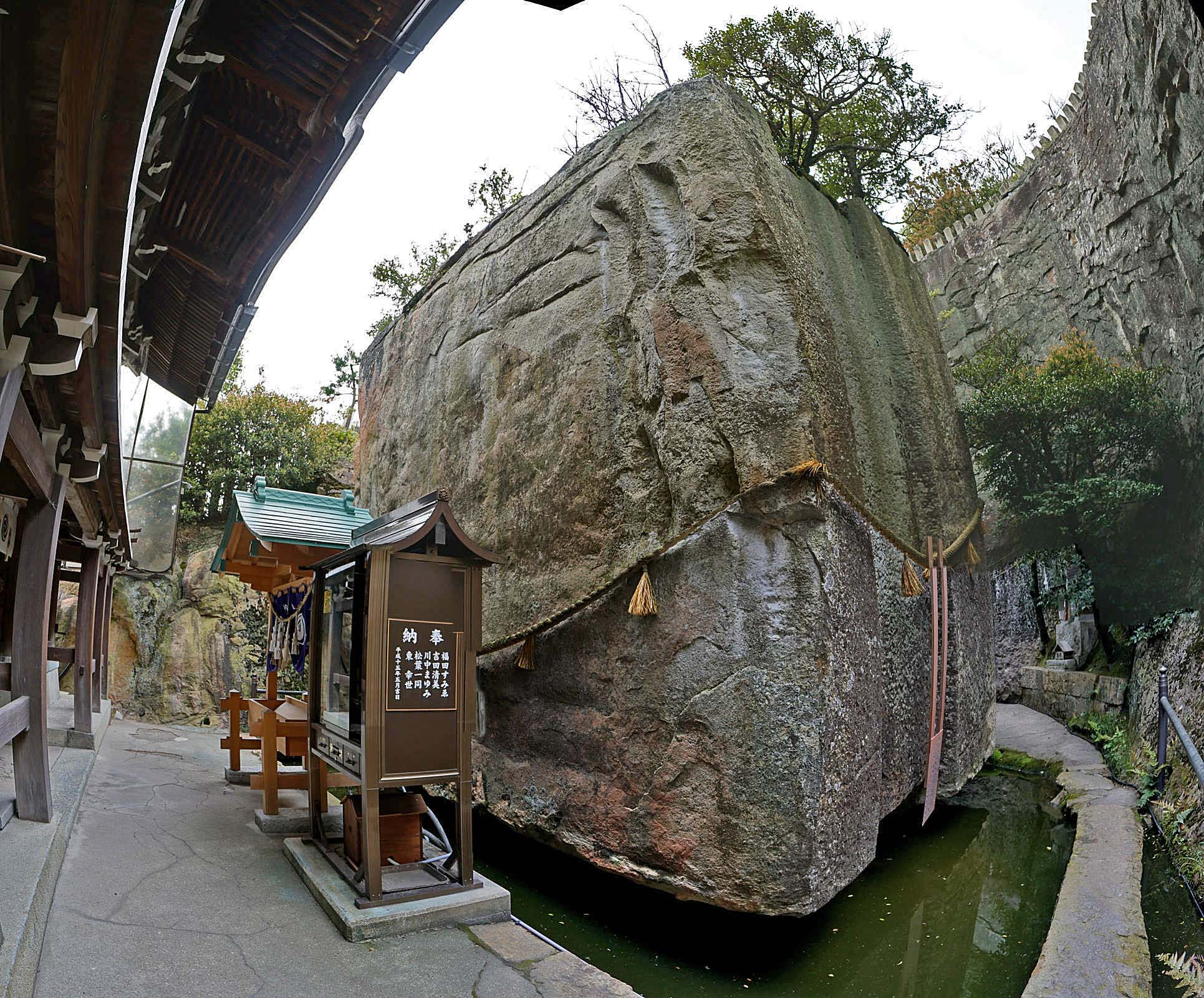
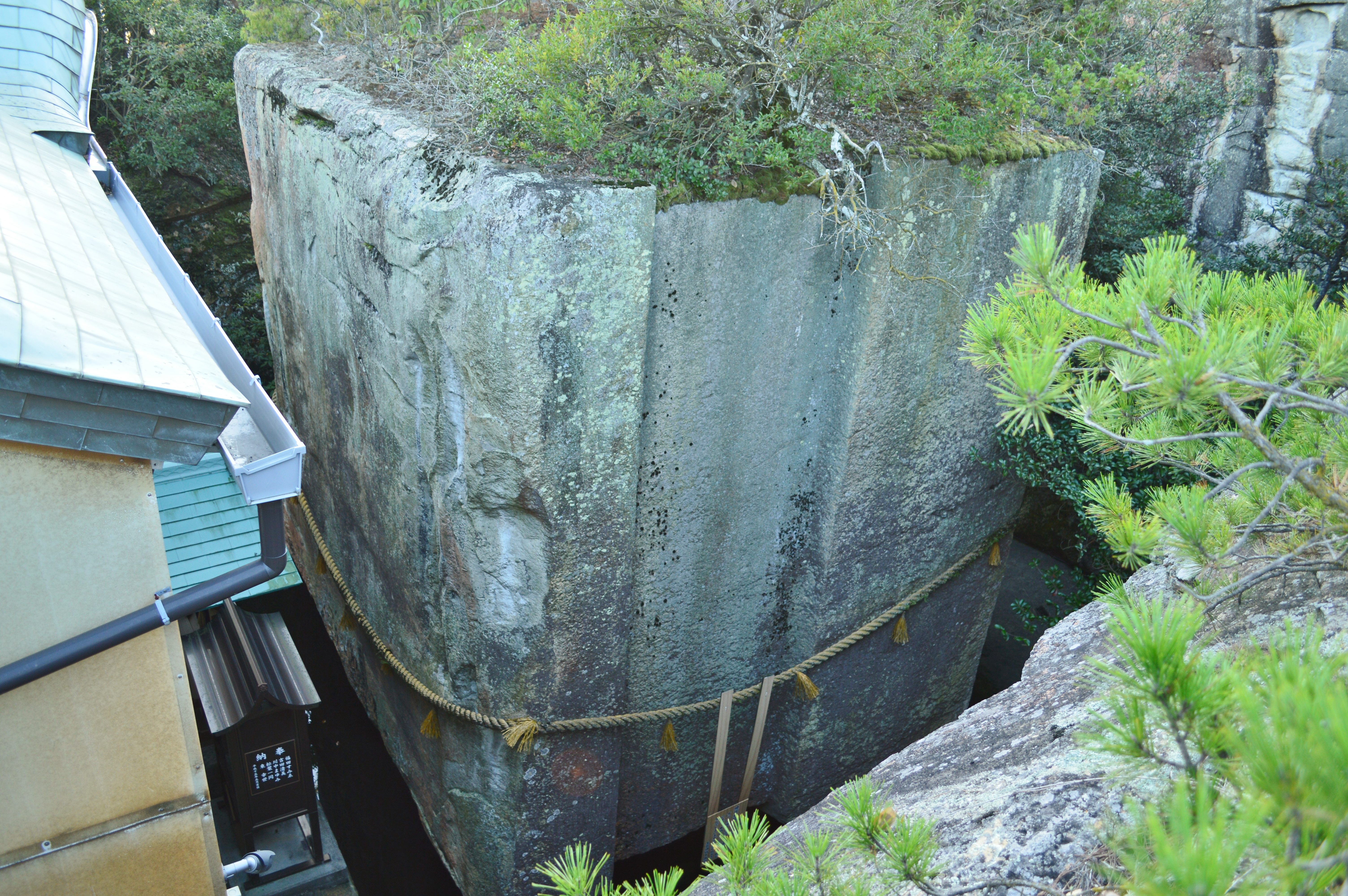

## Carrières de pierre de Tatsuyama
La "pierre de Tatsuyama" est le nom donné au rhyolite soudé tuf que l'on trouve sur la rive droite du cours inférieur de la rivière Kakogawa. Il s'agit d'un épais dépôt de coulées pyroclastiques éjecté par l'activité volcanique à la fin du Crétacé il y a environ 100 millions d'années, dont la densité et la résistance conviennent comme matériau de construction.
Des traces de carrières de pierre ont été trouvées à de nombreux endroits dans les limites de la ville de Takasago, dont 162 emplacements couvrant 670 000 mètres carrés. Ces carrières ont été exploitées pendant plus de 1700 ans, de la période Kofun à nos jours, et 31 sites dans les quartiers de Tatsuyama et Hodenyama, couvrant 110 000 mètres carrés, ont été sélectionnés pour être protégés en tant que site historique national en 1979.
La pierre de ces carrières était transportée par bateau depuis la rivière Hokkesantani qui coule près de la carrière, et était utilisée pour construire des bâtiments et des bouddhas en pierre. Elle a servi de matériau pour de nombreux sarcophages du milieu et de la fin de la période Kofun et de pierres de fondation pour le Palais Heijō et divers temples dans la région de Yamato. À une époque plus moderne, il a été utilisé dans les murs de pierre du château de Himeji, du palais impérial de Tokyo, du bâtiment de la Diète nationale et de nombreux autres bâtiments.